# Gramuntill

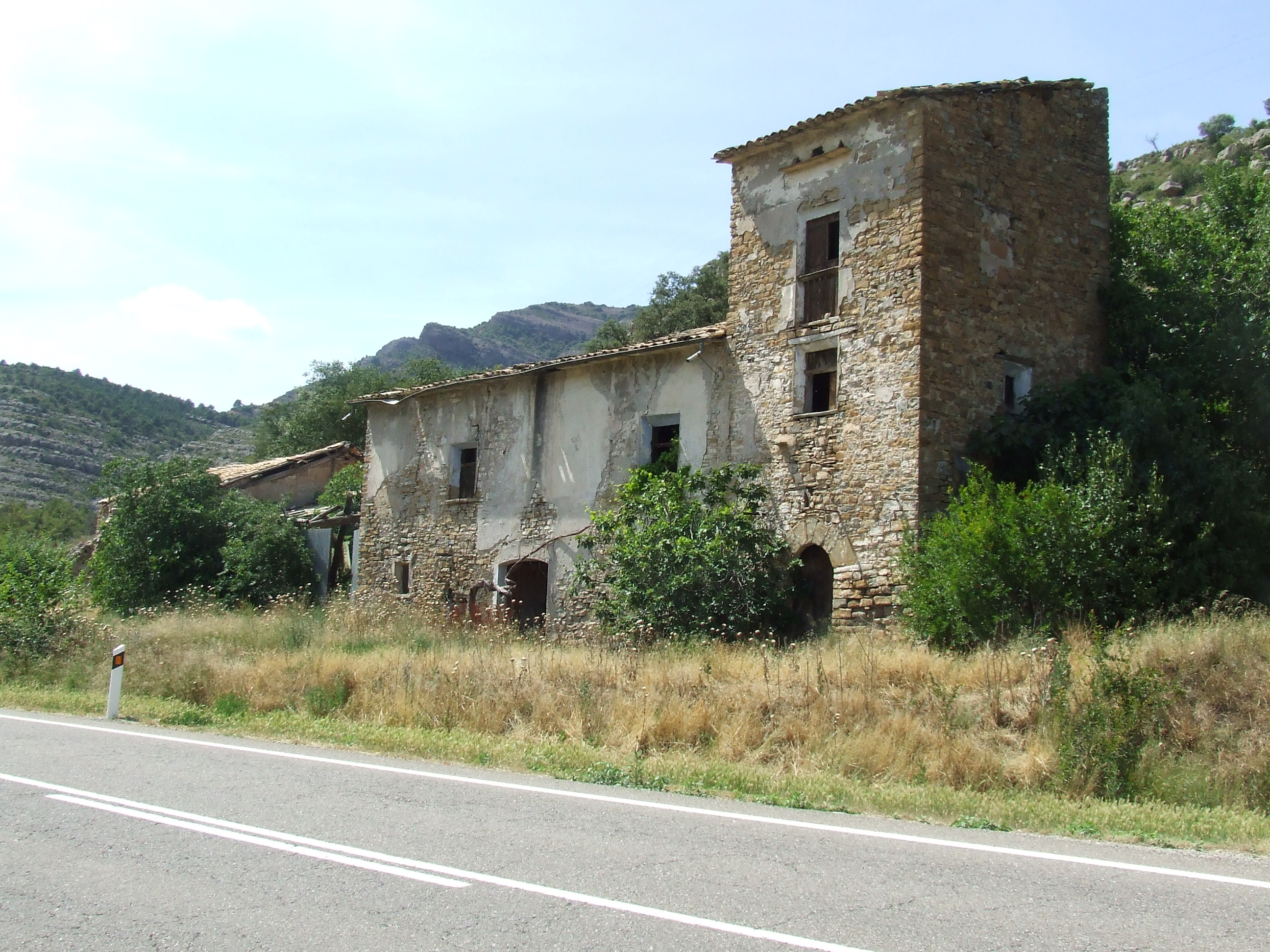
La Borda del Ros

Gramuntill, antigament denominat moltes vegades Agramuntill, és un antic poble dispers del terme municipal de la Pobla de Segur, a la comarca del Pallars Jussà. De fet, només era format per tres cases: Gramuntill, la Borda del Ros i la Barraqueta. Les dues darreres eren hostals de camí prop de la Noguera Pallaresa. A la Barraqueta es cobrava peatge als qui volien passar per Collegats, el Pas del qual havia estat obert cap a mitjan segle xix per la casa Bringuer de la Pobla de Segur, per la qual cosa tenien dret a cobrar-ne el pas. És per la presència dels hostals que tot el poble en alguns documents apareix com a la Beguda de Gramuntill.

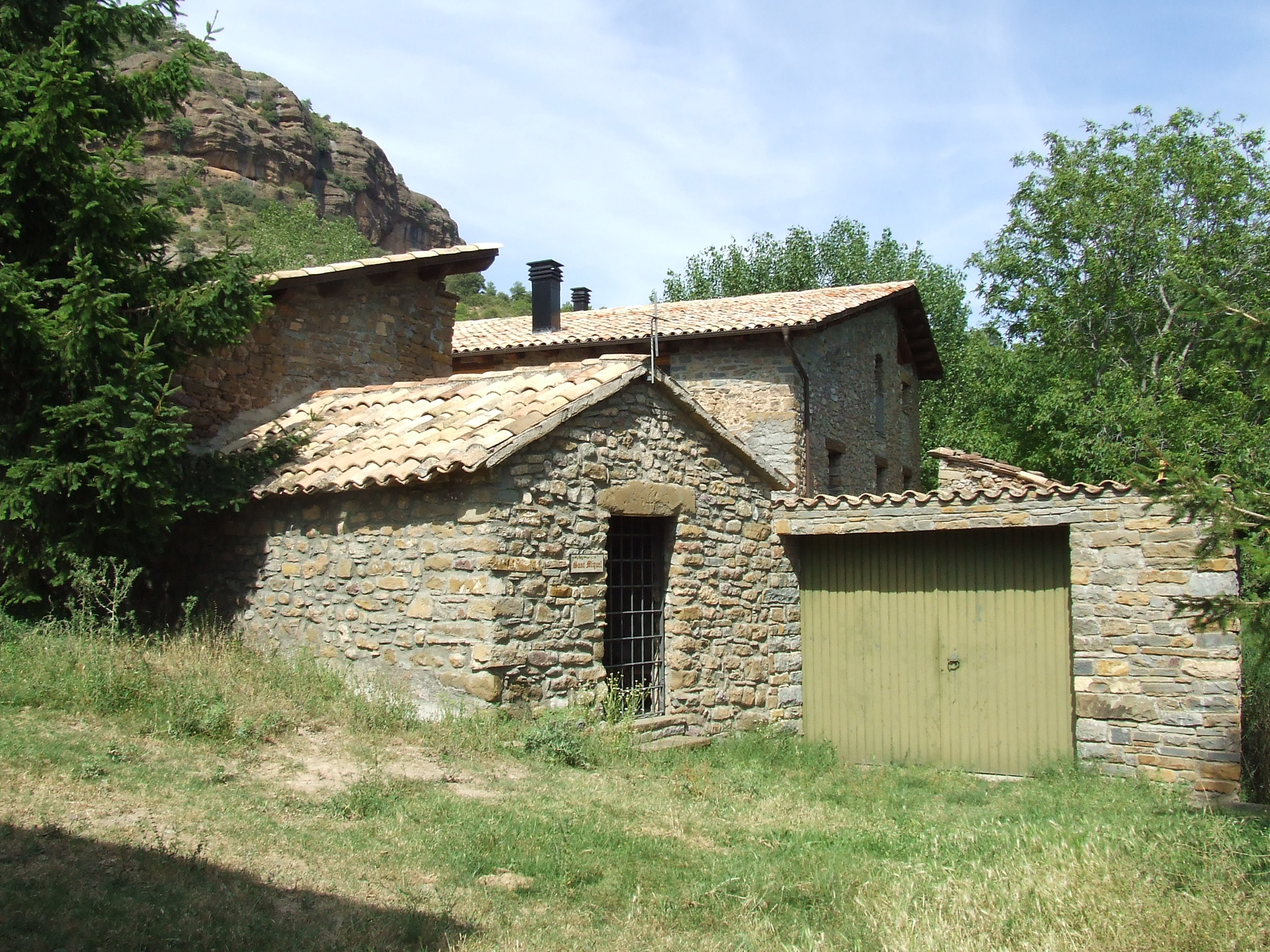
Sant Miquel de Gramuntill

La Borda del Ros, com la Barraqueta, eren a peu del camí ral que comunicava els dos Pallars, de primer pujant cap a Montsor i baixant per Montcortès de Pallars i Peramea cap a Gerri de la Sal i Sort, i després a través del Pas de Collegats, obert a mitjan segle xix, el peatge del qual es pagava a la Barraqueta.
Gramuntill, en canvi, queda enlairat a la mateixa zona, a redós d'una cinglera de roques rogenques, entre les quals destaca, a la zona de llevant, el Tossal de la Vinya. S'hi accedeix per una pista que surt de 300 metres més al nord de la fita quilomètrica 302 de la carretera N-260 i que en 3 quilòmetres mena a la casa de Gramuntill. Formen el circ de roques que envolten Gramuntill, de llevant a ponent, lo Tossal del Cap, la Collada de la Vinya, el Roc i el Forat de Flica, la Roca de l'Alzinar, les Feixancs, les Rocs de Queralt, lo Tossal del Graell, la Canalissa, lo Tossal de l'Àliga, lo Tossal Gros, lo Campanar, lo Racó del Corb, lo Racó del Teixó, lo Tossal de Sant Jaume, i lo Roc de Sant Aventí.
Sant Miquel de Gramuntill era l'església d'aquesta casa, però la Borda del Ros tenia també capella pròpia (la Mare de Déu del Pilar) i la Barraqueta, també (Mare de Déu de Montserrat). Totes tres capelles depenien de la parròquia de Santa Maria de Montsor.

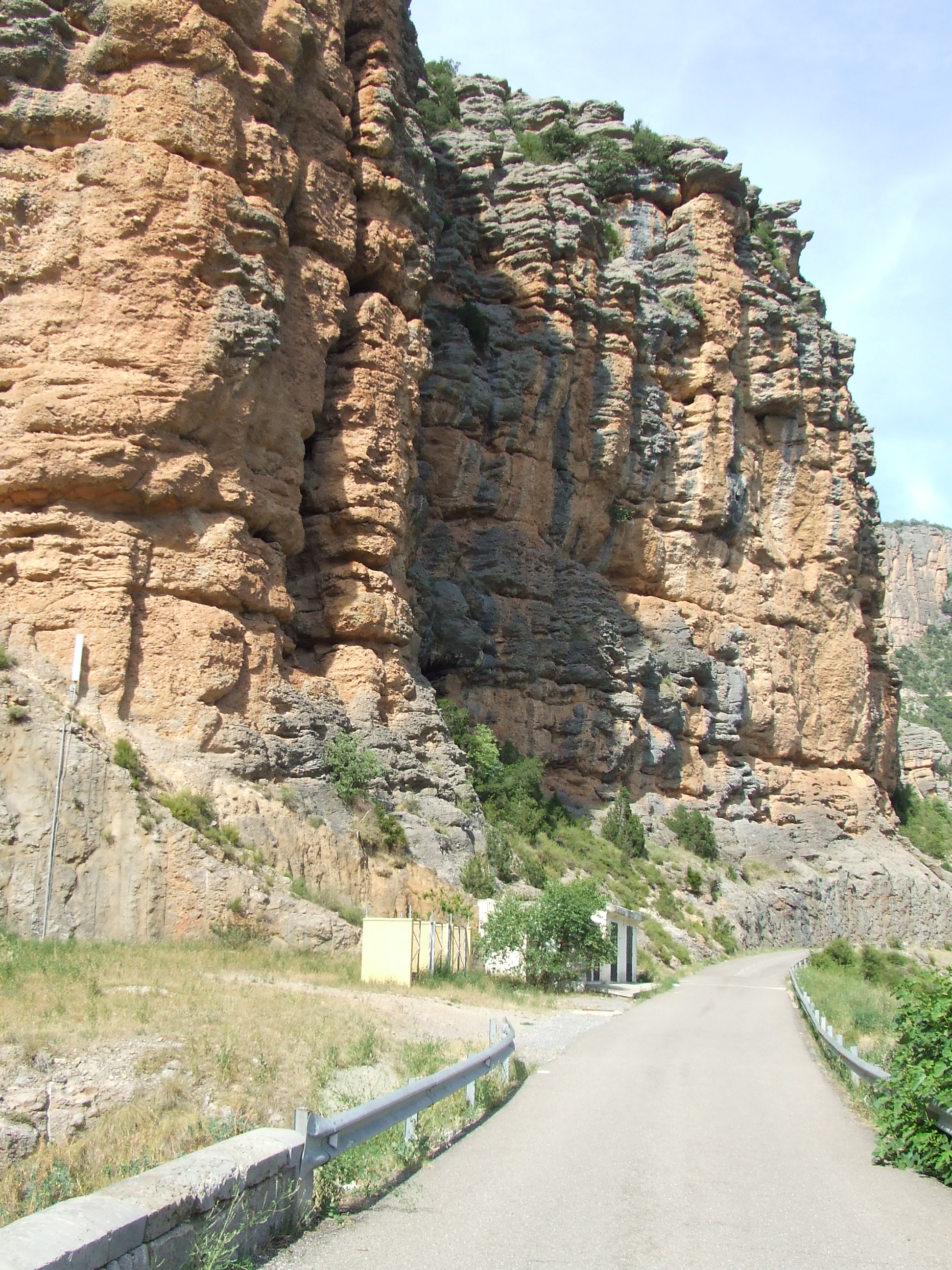
Lloc on era la Barraqueta o Hostal del Pas

## Etimologia
Joan Coromines no explica enlloc el topònim Gramuntill, però sí Agramunt i Gramuntell, que tenen el mateix origen. Es tracta de les arrels llatins acris (agre, agut, punxegut...) i montis (muntanya), referides a l'aspror de la terra on es dreça Gramuntill. Seria, doncs, muntanya aspra.

## Història

### Edat moderna
En el fogatge del 1553, la Beguda de Gramuntill declara 1 sol foc, laic (uns 5 habitants).
El 1718 Gramuntill tenia 3 cases i 12 habitants, exactament les mateixes que s'expliquen més avall.

### Edat contemporània
S'havia constituït com a ajuntament independent a ran de la promulgació de la Constitució de Cadis, el 1812, però no pogué mantenir-lo després de la promulgació de la llei municipal del 1845, que exigia un mínim de 30 veïns (caps de família), i quedà annexionat el febrer del 1847 a la Pobla de Segur. Posteriorment quedà despoblat.
Pascual Madoz inclou Gramuntill en el seu Diccionario geográfico... del 1845 Hi explica que aquest poble és una localitat amb ajuntament propi situat al peu d'una penya enorme, mitja hora més amunt de la Noguera Pallaresa, força distant en alçada del riu. El clima és fred, però sa. Formaven el poble 3 cases disseminades, properes entre elles: Gramuntill, la Barraqueta i la Borda del Ros. Cadascuna de les cases tenia la seva ermita, depenent totes de la parròquia de Santa Maria de Montsor. El poble, mitjançant una séquia, extreia aigua de la Noguera Pallaresa per al consum i el rec d'alguns hortets i prats. El terreny, majoritàriament pla, està creuat de banda a banda per una línia muntanyosa de força alçada, poblat només de garrigues i romaní. És de qualitat mitjana, i hi ha oliveres i moreres.
A la casa de la Barraqueta, hostal de camí popularment conegut com a Hostal del Pas, es cobrava portatge pel pas per Collegats, obert per la casa Bringuer, de la Pobla de Segur. S'hi produïa blat, vi, oli, llegum i hortalisses, i unes 450 lliures de llana anuals. Hi ha ovelles, cabres i bestiar boví per a les feines del camp. S'hi caçaven perdius, llebres i conills, i s'hi pescaven truites, barbs i anguiles en abundància. Hi havia un molí d'oli. La població era de 3 veïns (caps de família) i 15 ànimes (habitants).

## Llegenda
Pep Coll recull una llegenda a Gramuntill. Es tracta de la Mare de Déu trobada a la Roca de Sentís, a ran de Gramuntill, en un avenc conegut com a Forat de les Encantades, on es diu que es reunien les bruixes de la contrada. Aquesta imatge pesava tant que els costà Déu i ajuda de portar a l'església de Gramuntill. Quan, en anys de sequera, volien treure la imatge en processó, hagueren de desistir una vegada i una altra a causa del seu pes.